# Hidraulički fluid
Hidraulički fluid ili radni fluid hidrauličkog pogona je fluid koji se koristi u hidrauličkom pogonu, a služi za prijenos energije od hidrauličke pumpe do hidrauličkog motora. Izbor odgovarajućeg radnog fluida ima bitan utjecaj na ispravan rad, trajnost, pouzdanost i ekonomičnost hidrauličkog pogona. Izbor fluida utječe i na izbor hidrauličkih dijelova (filtri, ventili, brtve), koji se projektiraju za određenu vrstu fluida. Od posebnog značaja je korištenje fluida koji nema štetnog utjecaja na materijal brtvi.
Zadaci hidrauličkog fluida su: prijenos energije (glavni zadatak), hlađenje, podmazivanje, zaštita od korozije i odnošenje nečistoća. Zahtjevi koji se postavljaju na radne fluide obuhvaćaju: neznatna stlačivost, sposobnost podmazivanja, mala promjena viskoznosti s temperaturom, otpornost na visoka toplinska opterećenja, mala sklonost oksidaciji, mala sposobnost upijanja plinova, mala sklonost stvaranju pjene, nehigroskopnost (ne upijanje vlage), postojanost karakteristika tijekom starenja, netoksičnost i ekološka prihvatljivost, neagresivnost odnosno kompatibilnost s materijalima dijelova, nezapaljivost (visoka temperatura paljenja), visok električni otpor, niska cijena i niski troškovi održavanja.

## Vrste hidrauličkih fluida
Vrste hidrauličkih fluida su:
- voda i vodene emulzije,
- mineralna ulja,
- sintetički fluidi,
- tekući metali i legure.

Klasifikacija (oznake) pojedinih radnih fluida provedena je prema aditivima (dodaju se u svrhu poboljšanja nekih svojstava fluida). Tehnološki napredak hidrauličkih fluida je znatan. Danas se, zbog dobrog podmazivanja i dobre zaštite od korozije, u najvećoj mjeri koriste mineralna ulja (za temperature –50 do 80 ºC). Zato se i pojam hidrauličko ulje koristi kao sinonim za hidraulički fluid. Nedostaci mineralnih ulja su velika promjena viskoznosti s temperaturom i izdvajanje smole na višim temperaturama. Za temperature iznad 80 ºC (do 400 ºC) koriste se sintetička ulja, a za još više temperature (od -10 ºC do 770 ºC) tekući metali i njihove legure.

### Norma ISO 6743/4
Klasifikacija hidrauličkih ulja prema normi ISO 6743/4:
- HH - neinhibirano rafinirano mineralno ulje;
- HL - rafinirano mineralno ulje s dodatkom aditiva protiv oksidacije i za zaštitu od korozije;
- HM - svojstva ulja HL s poboljšanim svojstvima protiv trošenja;
- HR - svojstva ulja HL s dodatkom aditiva za poboljšanje indeksa viskoznosti;
- HV - svojstva ulja HM s dodatkom aditiva za poboljšanje indeksa viskoznosti;
- HG - svojstva ulja HM s antistic-slip svojstvima;
- HS - sintetička teško zapaljiva tekućina;
- HF - teško zapaljive tekućine s vodom;
- HFAE - emulzija ulja u vodi ili vodena otopina koja sadrži maksimalno 20% gorivog materijala;
- HFAS - otopina kemikalija s minimalno 80% vode;
- HFB - emulzija vode uz ulju s maksimalno 20% gorivog materijala;
- HFC - vodena otopina s aditivom za povećanje viskoznosti i minimalno 35% vode;
- HFD - teško zapaljive tekućine bez vode;
- HFDR - sintetička tekućina na bazi fosfat-estera;
- HFDS - sintetička tekućina na bazi kloriranih ugljikovodika;
- HFDT - mješavina tekućina HFDR i HFDS;
- HFDU - teško zapaljiva tekućina drugog sastava.

### Norma DIN 51502[2][3]
- HL: S agensima za poboljšanje zaštite od korozije i otpornosti na starenje. Koristi se u hidrauličnim sustavima koji ne postavljaju nikakve zahtjeve u pogledu zaštite od trošenja.
- HLP: S agensima za poboljšanje zaštite od korozije i otpornosti na starenje. Pogodno za većinu područja primjene i komponenti.
- HLPD: Kao HLP, ali se također koristi u sustavima u kojima se čvrsta ili tekuća kontaminacija privremeno suspendira.
- HVLP: S agensima za poboljšanje zaštite od korozije, otpornosti na starenje, smanjenje ogrebotinskog habanja u područjima miješane trenja i poboljšanje viskozno-temperaturnog ponašanja. Koristi se u sustavima koji rade u širokom temperaturnom rasponu.
- HVLPD: Kao HVLP, ali se također koristi u sustavima u kojima se čvrsta ili tekuća kontaminacija privremeno suspendira.

## Svojstva hidrauličkih fluida

### Viskoznost
Viskoznost je najvažnije svojstvo pri odabiru hidrauličkog fluida. To fizikalno svojstvo predstavlja mjeru sile (tangencijalna naprezanja) unutrašnjeg trenja koje se javlja pri međusobnom klizanju slojeva fluida. Izražava se koeficijentom dinamičke' (μ) ili
kinematičke (ν) viskoznosti (ν = μ/ρ). Viskoznost tvari povećava se porastom tlaka, a smanjuje porastom temperature. Naročito se u zrakoplovstvu od fluida zahtijeva približna postojanost svojstava s porastom temperature. Prevelika viskoznost izaziva visoke gubitke tlaka, posebice u hladnim uvjetima, a premala dovodi do opasnosti od propuštanja kroz brtve. Preporučuje se da točka tečenja (najniža temperatura pri kojoj fluid teče), bude bar 8 ºC niža od najniže temperature koja se može pojaviti u hidrauličkom pogonu.

### Stlačivost
Modul stlačivosti ulja iznosi od 1,5 do 2 GPa. Promjena volumena fluida pri porastu tlaka na 10 MPa uglavnom ne prelazi 0,7% i najčešće se ne uzima u obzir, ali fluidi koji sadrže otopljeni zrak postaju stlačiviji, što može izazvati smetnje. Voda i tekući metali imaju slabu mazivost (sposobnost podmazivanja ili stvaranja zaštitnog filma). Zato se umjesto vode koriste emulzije vode i ulja. Mazivost mineralnih ulja još se poboljšava dodatkom aditiva koji pospješuju stvaranje dugih lanaca molekula.

### Otapanje plinova
Otapanje plinova (iz zraka) u tekućini pospješuje kavitaciju i druge neželjene pojave (emulzija tekućine i plina, pjena) u radu hidrauličkih uređaja. Stvaranje emulzije tekućina-plin i/ili pjene povećava stlačivost i pospješuje kavitaciju, koroziju i starenje ulja. Stvaranje pjene u mineralnom ulju bit će znatno intenzivnije ako je prisutan i najmanji sadržaj vode (dozvoljeno maks. 0,5% vode).

### Otrovnost
Čista mineralna ulja nisu otrovna (toksična), ali su njihovi aditivi često otrovni. Ekološki prihvatljivi fluidi znatno su skuplji.

### Starenje fluida
Starenje fluida (oksidacija) pospješuju otopljeni zrak, čestice metala i nečistoća (hrđa, produkti starenja), voda i povišena temperatura. Tekući metali naročito su skloni oksidaciji u doticaju sa zrakom. Čestice nečistoće dovode do opasnosti od trošenja, blokiranja i začepljenja hidrauličkih dijelova. Kod mineralnih ulja, pojavljuju se i produkti starenja u obliku čestica. Ulje se mora kontinuirano čistiti (filtrirati), te zamjenjivati prema uputama proizvođača. Radna temperatura ulja mora se održavati u propisanim granicama. Voda i njene emulzije dodatno donose i opasnost od zamrzavanja, zbog čega se često dodaje glikol.

### Vatrootpornost
Kao vatrootporni fluidi koriste se emulzije ulja u vodi (HFA), polimera u vodi (HFC – najčešće se koristi) ili sintetičke tekućine (HFD). U pogonima u kojima postoji opasnost od požara i/ili eksplozije moraju se koristiti teško zapaljivi fluidi.